# Fritz Litten
Friedrich Julius „Fritz“ Litten (* 22. Februar 1873 in Elbing, Königreich Preußen, Deutsches Reich; † Februar 1940 bei Belfast, Nordirland, Vereinigtes Königreich) war ein deutscher Jurist und Hochschullehrer in Königsberg.

## Leben
Geboren als Sohn von Joseph Litten (1841–1914), dem Vorsteher der jüdischen Gemeinde in Königsberg (1899–1906), und seiner Frau Marie (* 1854), Schwester von Ludwig Lichtheim, wurde Fritz Litten Protestant. Er besuchte die Gymnasien in Elbing, Königsberg und Hohenstein. Nach dem Abitur 1891 studierte er Rechtswissenschaft an den Universitäten Leipzig, Freiburg und Königsberg. 1894 bestand er das Referendarexamen. 1895 wurde er an der Friedrichs-Universität Halle zum Dr. iur. promoviert.
Danach diente er als Einjährig-Freiwilliger in der Preußischen Armee. Den ersten Teil des Referendariats absolvierte er in Halle. Zugleich spezialisierte er sich auf Rechtsphilosophie und Bürgerliches Recht. Für den zweiten Teil des Referendariats wechselte Litten an das Oberlandesgericht Königsberg, an dem er 1900 die große Staatsprüfung ablegte.
1903 habilitierte er sich in Halle für Römisches Recht und Deutsches Bürgerliches Recht. Ausgewiesen im Landwirtschaftsrecht, wurde Litten 1906 Extraordinarius und 1908 ordentlicher Professor für Römisches Recht und Sachenrecht an der Albertus-Universität Königsberg. Als Reserveoffizier nahm er am Ersten Weltkrieg teil. Bei Ypern verwundet und mit dem Eisernen Kreuz 1. Kl. ausgezeichnet, wurde er als Hauptmann entlassen.
Die Vorlesungen des national-konservativen Hochschullehrers erfreuten sich lebhaften Zuspruchs. In seinem Haus verkehrten die Spitzen der Königsberger Gesellschaft. 1925/26 war er Rektor der Albertus-Universität.
Nach 1933 von den Nationalsozialisten amtsenthoben, zog Litten nach Berlin. Die ISK-Exilgemeinde verhalf den Littens zur Flucht nach London. Unterstützt vom Comitee for non-aryan Christians der Church of England gelang es, ihn als Gast im Thompson Memorial Home bei Belfast in Nordirland unterzubringen. Dort starb er an einer zweiten Grippe.
Der Ehe mit Irmgard Litten geb. Wüst entstammten drei Söhne, darunter Hans Litten, der 1938 im Konzentrationslager Dachau umkam.